# Natura di Buddha
L'espressione italiana Natura di Buddha indica quella dottrina, fondamentale nel Buddhismo Mahāyāna, secondo la quale tutti gli esseri senzienti (sattva) sono già, nella loro natura autentica, dei buddha. 
Tale essenza splende in tutti gli esseri senzienti corrispondendo alla loro unica autentica natura, nonostante sia stata ricoperta, nascosta, dalle afflizioni (kleśa: passioni, rabbia, opinioni erronee, brama, ignoranza, dubbi). 
Gli esseri senzienti, che quindi altro non sono che Buddha, sono costretti dagli kleśa a vagare nel doloroso saṃsāra, finché, liberatisi da questi fattori disturbanti, recuperano la loro vera natura e splendono come Buddha.
Tale dottrina buddhista si è diffusa in modo particolare nell'area estremo orientale e in quella tibetana. 
In Cina ha vissuto un suo sviluppo con alcuni esegeti e maestri della scuola buddhista Tiāntái, dove gli stessi kleśa sono stati visti nella stessa "Natura di Buddha". Ciò che distinguerebbe i buddha dagli icchantika (gli esseri malvagi per antonomasia) non consisterebbe quindi nell'assenza nei primi degli kleśa nella propria natura, quanto piuttosto il fatto che i buddha sono in grado di comprenderne le caratteristiche e quindi di rifiutarsi di metterli in atto. Gli icchantika non sono in grado, invece, di comprendere che la loro stessa intima natura contiene la natura buddhica di purezza e compassione.  È la stessa presenza degli kleśa nella "Natura di Buddha" che permette inoltre ai buddha di provare empatia e quindi di intervenire in aiuto degli esseri senzienti che ne sono afflitti. 

## Termini ed espressioni che si richiamano alla dottrina
L'espressione italiana "Natura di Buddha" (e il suo corrispettivo anglosassone Buddha-nature) è la traduzione letterale dei caratteri cinesi 佛性 (in cinese fóxìng) i quali a loro volta rendono il termine sanscrito ''buddha-dhātu (lett. "elemento buddhico"), ma possono riassumere anche altri diversi termini sanscriti il più noto e importante dei quali è tathāgatagarbha ma anche buddhatva, buddha-garbha, sugata-garbha, tathāgata-dhātu, buddha-gotra, buddhatā.
Tali termini richiamano, per quanto concerne tathāgata (colui che va in questo modo), buddha (colui che si è risvegliato)  e sugata (colui che è andato bene), tutti il termine buddha; mentre per quanto concerne gli altri termini sanscriti:
- garbha (s.m.), è traducibile in questo contesto come "embrione";
- gotra (s.n.),  è traducibile in questo contesto come "famiglia", "campo", "contesto";
- dhātu (s.m.), è traducibile in questo contesto come "elemento", "elemento originario".

Buddhatva è invece traducibile in questo contesto come "rango" o "condizione" di buddha.
Nelle altre lingue asiatiche l'espressione "Natura di Buddha" viene così reso:
- in giapponese仏性 busshō;
- in coreano 불성 bulseong;
- in vietnamita phật tính;
- in tibetano de-bzhin- gshegs-pa'i snyig-po.

Il termine sanscrito tathāgata-garbha (embrione, matrice del buddha) viene invece più specificatamente reso:
- in cinese 如來藏 rúlái zàng;
- in giapponese 如來藏 nyorai zō;
- in coreano 여래장  yeorae jang;
- in vietnamita như lai tạng;

## La dottrina della "Natura di Buddha"
Robert A.F. Thurman  ripercorre la genesi di questa dottrina partendo dalla nozione di anātmatā (non sostanzialità) di tutti gli esseri propria delle scuole del Buddhismo dei Nikāya.
Nel Buddhismo antico era ritenuta essere l'ignoranza (avidyā) la causa dell'illusione della percezione di un sé immutabile all'interno delle persone in realtà prive di questo sé e del tutto relative. Tale illusione costringeva gli esseri senzienti nel ciclo del saṃsāra, condizione che poteva essere superata solamente attraverso la consapevolezza-saggezza del non-sé (prajñā).
Tuttavia, nota Robert A.F. Thurman, i più antichi sermoni di Gautama Buddha erano pieni di esortazioni nei confronti della "padronanza del sé" e dell'autocontrollo facendo acquisire al termine "sé" (atman) due connotazioni distinte: una inerente ad un'"autosostanza fissa nella persona", connotazione rigettata dalle dottrine buddhiste; la seconda invece riguardante il "vivere empirico della propria presenza" connotazione che invece fu presupposta.
Il Buddhismo Mahāyāna ereditò queste due nozioni rigettando da una parte il sé intrinseco (svabhāva), come l'identita intrinseca (svalakṣana), allargando questa negazione non solo al sé soggettivo (pudgala nairātmyā) ma anche al sé oggettivo (dharma nairātmyā) e giungendo infine alla dottrina dello śūnyatā; mentre dell'altra ereditò l'accettazione della presenza empirica della persona interpretandola all'interno delle dottrine della bodhicitta (Mente del Risveglio) e del Tathāgata-garbha.
Con il tempo e nel quadro della scuola Madhyamaka la dottrina della bodhicitta subì un'ulteriore evoluzione distinguendo la bodhicitta "assoluta" (paramārtha bodhicitta ) dalla bodhicitta "convenzionale" (saṃvṛti bodhicitta). La prima rispecchiando la nozione di anātman asseriva la vacuità e quindi l'uniformità di tutto l'esistente; la seconda invece riconosceva la distinzione tra gli esseri senzienti, e quindi della Realtà, proclamando la compassione del bodhisattva  nei confronti di coloro che soffrono nel saṃsāra.
Questa distinzione era comunque ritenuta vera dal punto di vista della "Verità convenzionale" (saṃvṛti-satya) perché dal punti di vista della "Verità assoluta" (paramārtha-satya) non vi poteva essere distinzione tra vacuità e compassione.
(Nāgārjuna)
Tale schema si rifletteva nelle dottrine sul Trikāya dove  "Verità assoluta" (paramārtha-satya) e bodhicitta "assoluta" (paramārtha bodhicitta ) erano frutto della realizzazione  del Dharmakāya (il "Corpo del Dharma", ovvero il corpo che corrisponde al piano degli insegnamenti, o della realtà ultima: immateriale, privo di forma, inconcepibile) mentre la "Verità convenzionale" (saṃvṛti-satya) e la bodhicitta "convenzionale" (saṃvṛti bodhicitta) erano frutto della realizzazione del Rūpakāya (il "Corpo della Forma" a sua volta distinto in: Saṃbhogakāya, il "Corpo di Fruizione" o "Corpo di Completo Godimento", corrispondente al corpo del Buddha visibile solo ai bodhisattva nelle Terre Pure; e in Nirmāṇakāya, il "Corpo di Emanazione", il corpo fenomenico con cui appare e predica in un dato universo in un determinato tempo risultando visibile a tutti gli esseri senzienti).
Risultando il  Dharmakāya una realtà universale e trascendente la realtà ordinaria esso è immanente ad ogni elemento della stessa. Tutto è/contiene il Dharmakāya. Tutti gli esseri senzienti sono già quindi immersi nel Dharmakāya-dhātu (Regno del Corpo della Verità assoluta): origine e natura della loro sofferenza è solo il fatto che essi non conoscono la loro vera condizione. Ciascun "essere senziente" contiene/è già di per sé l'autentico non-sé (anatman) che corrisponde alla "Natura di Buddha"  natura che può scoprire con un'analisi dell'inconsistenza ultima del sé personale, che rivela la naturale luminosità del Dharmakāya-dhātu.

## I sūtra di riferimento della dottrina della "Natura di Buddha"
Le dottrine della śūnyatā e della bodhicitta sono presenti  fin dai primi Prajñāpāramitāsūtra (I secolo a.C.) e furono sviluppate dalla scuola Madhyamaka fondata nel I secolo da Nāgārjuna; la dottrina del Tathāgata-garbha è presente invece nei sūtra mahāyāna più tardi quali il:
- Śrīmālādevīsiṃhanādasūtra ("Sūtra sul ruggito del leone della regina Śrīmālā", 勝鬘師子吼一乘大方便方廣經 o 勝鬘經 pinyin Shèngmánjīng, giapp. Shōmangyō) tradotto in un fascicolo da Guṇabhadra nel 436 (T.D. 353.12.217a-223b).
- Mahāyāna Mahāparinirvāṇasūtra (Sutra mahayana del Grande passaggio al di là della sofferenza) che disponiamo nelle edizioni di:
  - Buddhabhadra e Fǎxiǎn (法顯) in 6 fascicoli  del 417 (T.D. 376.12.853-900) con il titolo Dà bān níhuán jīng (大般泥洹經, giapp. Daihannionkyō);
  - quella di Dharmakṣema in 40 fascicoli del 421 (T.D. 374.12.365c-603c), che aggiunse alcuni capitoli riportati dal Khotan i quali indicavano che anche gli icchantika potevano aspirare all'illuminazione, e che viene indicata come la versione settentrionale (大般涅槃經, pinyin Dàbānnièpánjīng, giapp. Dainehankyō);
  - Huìguān (慧觀, IV-V secolo) e Jñānabhadra (慧嚴 Huìyán, 363-443), con il titolo di Nánběn nièpán jīng (南本涅槃經, giapp. T.D. 375), detta "versione meridionale";
  - Huìníng (會寧) (T.D. T 375.12.605-852) in 36 fascicoli, realizzata tra il 664 e il 665 (大般涅槃經後分 pinyin: Dàbānnièpánjīnghòufēn, giapp. Daihannehankyōgofun).
- Saṃdhinirmocanasūtra (Sutra che rivela il pensiero o Sutra che rivela i misteri, 解深密經 pinyin: Jiěshēnmìjīng giapp. Gejinmikkyō) tradotto da Bodhiruci nel 514 e da Xuánzàng (玄奘) nel 647 (ne esistono comunque altre due traduzioni parziali di: Guṇabhadra del 435-43 e di Paramārtha del 557).
- Laṅkāvatārasūtra (Il Sutra della discesa a Lanka, 楞伽經 pinyin Lèngqiéjīng, giapp. Ryōgakyō), sutra di derivazione Cittamātra considerato molto importante nelle prime scuole del Buddhismo Chán. Non si sa quando sia stato redatto. La prima traduzione in cinese, opera  di Dharmakṣema (con il titolo Lengqiejing sijuan, 楞伽經四卷, e menzionata nel Kaiyuan lu) effettuata tra il 412 e il 433, è andata perduta. Ne esistono altre tre traduzioni: una, parziale di Guṇabhadra  (Lengqie abatuoluo baojing 楞伽阿跋多羅寶經, del 443, 4 fascicoli, T.D. 670.16.479-513); altre due complete e rispettivamente di Bodhiruci (Rulengqiejing 入楞伽經, del 513, 10 fascicoli, T.D. 671.16.514-586) e  di Śikṣānanda (Dasheng rulengqie jing 大乘入楞伽經, del 700, 7 fascicoli, T.D. 672.16.587-639).
- Tathāgatagarbhasūtra (Sutra del Tathāgatagarbha; 大方等如來藏經 pinyin Dàfāngděngrúláizàngjīng giapp. Daihōdōnyoraizōkyō) la cui versione sanscrita è andata perduta e si pensa sia stata redatta all'inizio del III sec., fu tradotto in cinese da Buddhabhadra nel IV sec.
- Ratnagotravibhāga ([Trattato] sulla natura di gioiello, 寶性論 pinyin Bǎoxìng lùn, giapp. Hōshō ron) opera, secondo la tradizione cinese di Sāramati (賢慧), mentre per la tradizione tibetana sarebbe opera di Asaṅga e Maitreya. Tradotto in cinese in quattro fascicoli da Ratnamati nel 511 e conservato al T.D. 1611.